# Chiesa di Santa Caterina (Pienza)
La chiesa di Santa Caterina è un luogo di culto cattolico che si trova all'estremità occidentale dell'abitato Pienza, in provincia di Siena e diocesi di Montepulciano-Chiusi-Pienza.

## Descrizione
La costruzione risale alla fine del XVII secolo. Nel 1722 era già aperta al culto e nel 1731 fu solennemente consacrata. La semplice facciata è in laterizio, con il portale affiancato da due piccole finestre mentre una finestra di forma semicircolare chiude in alto la facciata.
L'interno è ad unica navata con due altari laterali in stucco con dipinti del XVII secolo e l'altare maggiore di forme barocche che ospita un affresco di scuola senese del XIV secolo, di cui è visibile solo la Madonna col Bambino, racchiuso entro una tela di scuola senese del XVII secolo. L'immagine, forse proveniente da un tabernacolo, è molto venerata.
Sulla cantoria in controfacciata si trova l'organo a canne, costruito nel 1961 dalla ditta Verschueren per la Nederlandsche Protestanten Bond Kerk di Velp (in Gheldria, Paesi Bassi) ed installato nel 2018; a trasmissione integralmente meccanica, dispone di 9 registri su unico manuale, con pedaliera priva di registri propri.